# Auguste Giroux
Auguste Giroux (ur. 29 lipca 1874 w Châteauneuf-sur-Loire, zm. 9 sierpnia 1953 w Portel-des-Corbières) – francuski rugbysta, olimpijczyk, zdobywca złotego medalu w turnieju rugby union na Letnich Igrzyskach Olimpijskich w 1900 roku w Paryżu, mistrz Francji w 1893, 1895 i 1901 roku.
W randze majora służył jako medyk w I wojnie światowej.

## Kariera sportowa
W trakcie kariery sportowej reprezentował klub Stade Français, z którym zdobył tytuł mistrza Francji w 1893, 1895 i 1901 oraz wystąpił w finale w 1899 roku.
Ze złożoną z paryskich zawodników reprezentacją Francji zagrał w turnieju rugby union na Letnich Igrzyskach Olimpijskich 1900. Wystąpił w jednym meczu tych zawodów – 28 października Francuzi wygrali z Brytyjczykami 27:8. Wygrywając oba pojedynki Francuzi zwyciężyli w turnieju zdobywając tym samym złote medale igrzysk.